# Neonothopanus
Neonothopanus es un género de hongos en la familia Marasmiaceae. El género contiene tres especies y fue circunscrito en  1999. La especie tipo N. nambi es propia de Australia, América del Norte y Central , y Malasia, mientras que N. gardneri se encuentra en América del Sur. Estas dos especies son bioluminiscentes. N. hygrophanus, que fue encontrada en África, fue incorporada al género en 2011.